# Уроки фарси
«Уроки фарси» (англ. Persian Lessons) — военная драма режиссёра Вадима Перельмана совместного производства России, Германии и Беларуси, вышедшая на экраны в 2020 году, экранизация рассказа Вольфганга Кольхаазе. Главные роли в ней сыграли Науэль Перес Бискаярт и Ларс Айдингер.

## Сюжет
В 1942 году во время Второй мировой войны, бельгиец-еврей Жиль Кремье попадает в плен к немцам. По дороге к месту расстрела он обменивает бутерброд на книгу персидских сказок. Во время расстрела он падает раньше выстрела, немцы подойдя к нему хотели его добить, но Жиль говорит что он не еврей, а перс и показывает книгу. По стечению обстоятельств повар-нацист Клаус Кох ищет человека знающего персидский язык который он хочет изучить и уехать после войны в Тегеран, таким образом Жиль, избежав расстрела, попадает к нему в концлагерь. 
Кох не очень доверяет персидскому происхождению Жиля и просит его перевести несколько слов, получив в ответ выдуманные на ходу слова которые еврей выдает за персидские, Кох поручает обучать его фарси (персидскому языку). Жиль начинает учить немецкого офицера выдуманному языку выдавая его за фарси, пока однажды не допускает ошибку и не называет слово, которое он уже использовал для названия другого предмета. Кох поняв, что его обманывают жёстко избил Жиля и перевёл его со службы на кухне в рудник. Тяжёлые побои и изматывающий труд подрывают состояние Жиля, во время работы он падает и начинает бредить, но бредит на том самом выдуманном языке, которому он учил офицера. Кох узнав об этом возобновляет занятия и со временем выстраивает странное приятельство с Жилем. Освоившийся Жиль начинает испытывать чувство общности с другими узниками, например, помогает двум итальянским братьям. А Клаус впервые рассказывает о своем непростом детстве на языке, которого не существует и даже пишет на нем стихи. 
Для создания языка Жиль использует имена узников концлагеря из тетради учёта, которую поручил ему вести Клаус. Когда с помощью Коха ему удается бежать он попадает к антифашистам и на вопрос помнит ли он имена кого-то из узников лагеря, Жиль отвечает, что помнит 2840 имён.

## В ролях
- Науэль Перес Бискаярт — Жиль Кремье
- Ларс Айдингер — гауптштурмфюрер Клаус Кох
- Йонас Най — роттенфюрер Макс Байер
- Дэвид Шустер — Пауль
- Александр Байер — комендант
- Андреас Хофер — адъютант коменданта
- Леони Бенеш — Эльза Штрумпф, хельферин
- Луиза-Селин Гаффрон — Яна Краузе, хельферин
- Нико Эрентайт — оберштурмфюрер Крупп

## Производство и восприятие
Фильм создавался совместно российской компанией Hype Film, немецкими LM Media и One Two Films и белорусским «Беларусьфильм». Работа началась в 2013 году, и изначально режиссёром должен был стать Тимур Бекмамбетов, но позже эта роль перешла к Вадиму Перельману. Сценарий написал Илья Цофин по рассказу Вольфганга Кольхаазе «Персидский для капо». Съёмки проходили на территории Беларуси (в частности, в Бобруйской крепости), герои говорят на немецком и французском языках. Существенный вклад в создание картины внесли со-продюсеры фильма: Владимир Стаецкий, Михаил Гильман, Дмитрий Малышев, Галина Малышева, Леонид Шпольский и другие. 
Премьера «Уроков фарси» состоялась на Берлинском кинофестивале 2020 года (во внеконкурсной программе). Критики встретили картину по большей части с восторгом, увидев в ней новый шаг в развитии специфического жанра — кино о Холокосте. При этом высказывались мнения, что «гуманистический посыл фильма оказывается значительнее его художественных достоинств», что авторы «откровенно малодушничают, трусливо обходя острые углы». Картина была номинирована на премию Европейской киноакадемии. Её выдвинули и на премию «Оскар» от Беларуси, но позже дисквалифицировали, так как большая часть работавшего над фильмом коллектива не связана с этой страной.
В прокат «Уроки фарси» вышли 9 апреля 2021 года. По итогам года они стали самой кассовой российской лентой в зарубежном прокате: на них пришлось больше трети всех сборов.
В 2021 году на Московском еврейском кинофестивале фильм стал лауреатом Приза имени Якова Каллера за «Лучший российский фильм 2021 года на еврейскую тематику».